# 安守仁
安守仁（義大利語：Giuseppe Maria Gambaro，1869年8月7日—1900年7月7日）是罗马天主教圣人及传教士。

## 生平
1869年8月7日，安守仁出生于意大利诺瓦拉省的加利亚泰镇，父母是热心的天主教徒。他在13岁进入沃盖拉的方济各会修道院，1886年开始穿会衣正式修道。1892年晋升神父，于1896年3月前往中国湖南省传教，担任小修院的院长。
1900年3月，范怀德主教派他去永州杉木桥重建被拆毁的教堂。7月4日，暴徒袭击衡阳黄沙湾主教府，正在外地的范怀德主教和安守仁神父在7月7日赶到，刚下船就被等候的暴徒杀害。神父当时不足31岁。

## 宣福与封圣
1946年11月24日，教宗庇护十二世将他和范怀德主教、董哲西神父以及山西省的艾士杰主教等共29名殉道者同时宣为真福。
2000年10月1日，教宗若望·保禄二世将董哲西等120人册封为中华殉道圣人。纪念日是7月8日。